# Mylonitzonen i Sydvästskandinavien
Mylonitzonen i Sydvästskandinavien är en viktig rörelsezon i den sydvästskandinaviska provinsen som har fått sitt namn efter bergarten mylonit som uppträder rikligt här. Mylonitzoner förekommer även på andra håll i världen. 
För 1000 miljoner år sedan skedde en kraftig deformation av berggrunden under den svekonorvegiska orogenesen, ett resultat av veckningen under bildandet av superkontinenten Rodinia. 
Mylonitzonen löper från ett område ca 100 km nordväst om Oslo, genom Värmland, Värmlandsnäs, Vänern, Kålland och vidare genom Västergötland genom Mjörn och till trakten av Varberg längs med Viskans nedre lopp. På flera håll, bland annat på Kålland och i Tollered har den gett upphov till förkastningsbranter på över 50 meter. Öster om Mylonitzonen, i det så kallade östra gnejssegmentet, dominerar ortognejserna. Också väster om Mylonitzonen, i det så kallade västra gnejssegmentet, dominerar ortognejser, men här är ytbergarter mer utbredda med olika graniter som markanta inslag. Ett exempel är den berömda Bohusgraniten, det svenska urbergets yngsta granit med sina 920 miljoner år.
Det är oklart om det pågår rörelser inom denna zon idag, några jordbävningar finns inte dokumenterade i historisk tid.